# Ivo Pogorelić
Ivo Pogorelić (Beograd, 20. listopada 1958.) je hrvatski pijanist.

## Životopis
Glazbu je počeo učiti sa sedam godina u Beogradu, u glazbenim školama "Dr Vojislav Vučković" i "Mokranjac", a naobrazbu nastavlja na Središnjoj glazbenoj školi u Moskvi (1970). Upisuje studij klavira na Konzervatoriju Petar Iljič Čajkovski (1975). Počinje intenzivnu suradnju s glasovitom gruzijskom pijanisticom i pedagoginjom Alicom Kezeradze (1976), s kojom potom stupa u brak i ostaje profesionalno vezan uz nju sve do njezine smrti (1996.). 
Nakon nekoliko pobjeda na državnim natjecanjima u SFRJ, osvaja prvu nagradu u Italiji na Međunarodnom pijanističkom natjecanju Alessandro Casagrande (Terni, 1978), pobjeđuje i na Međunarodnom glazbenom natjecanju u Montrealu (Kanada, 1980), gdje se dokazao kao darovit pijanist jedinstvenih sposobnosti. Skandalozno ga isključuju iz završnice prestižnog Međunarodnog pijanističkog natjecanja Frederic Chopin (Varšava, 1980), zbog čega i poznata pijanistica Martha Argerich demonstrativno napušta žiri, proglašavajući ga genijem. Ti ga medijski odjeci istoga trenutka izbacuju na vrh međunarodne glazbene scene. Nakon debija u njujorškom Carnegie Hallu (1981) bilježi trijumfalne nastupe u prestižnim koncertnim dvoranama Sjedinjenih Država, Kanade, Europe, Australije, Japana, Južne Amerike i Izraela. Nastupa s vodećim svjetskim simfonijskim orkestrima: Berlinskom filharmonijom, Bostonskim simfonijskim orkestrom, Čikaškim simfonijskim orkestrom, Bečkom filharmonijom, Filadelfijskim orkestrom, Filharmonijskim orkestrom iz Los Angelesa, Filharmonijskim orkestrom Tonhalle, Londonskim simfonijskim orkestrom. 
Za tvrtku Deutsche Grammophon snima prvi recital (1981) i potpisuje dugoročan ekskluzivni ugovor (1982). Na kompaktnim pločama zabilježene su njegove majstorske i osebujne interpretacije skladbi Beethovena, Schumanna, Chopina, Čajkovskog, Prokofjeva, Ravela, Liszta, Skrjabina, Haydna, Scarlattija, Brahmsa, Mozarta, Bacha i Musorgskog. Hvalospjeve kritičara prati i iznimno oduševljenje glazbenih entuzijasta diljem svijeta, pa Pogorelićevi nosači zvuka bilježe najbolju prodaju klasičnih glazbenika uopće. Uz mnogobrojna studijska snimanja i gusto ispunjen koncertni kalendar, Pogorelić se gorljivo zauzima za razvoj obrazovanja pa u Hrvatskoj utemeljuje Fond za mlade glazbenike namijenjen financiranju inozemnih studija najdarovitijih mladih glazbenika (1986). U njemačkome Bad Wörishofenu inaugurirao je međunarodni glazbeni festival koji nosi njegovo ime (1988). Među najvećim klasičnim glazbenicima današnjice, Ivo Pogorelić je prvi umjetnik kojemu je UNESCO dodijelio svoj visokocijenjeni naslov veleposlanika dobre volje (1988.). Pri Zakladi veleposlanika u Pasadeni utemeljio je iznimno cijenjeno Međunarodno klavirsko natjecanje Ivo Pogorelić (SAD, 1993) čiji je cilj, uz 100 tisuća dolara stipendije, pobjedniku omogućiti potpun umjetnički razvoj u vrhunskog solista-koncertanta. Podjednako se djelatno zauzima za konkretnu pomoć bolesnim, siromašnim i društveno obespravljenim osobama pa je utemeljio Dobrotvornu zakladu Sarajevo (1994) pod patronatom UNESCO-a.

## Nagrade
Ivo Pogorelić primio je mnoge domaće i inozemne nagrade, među kojima izdvajamo:
- Orlando (Dubrovačke ljetne igre, 1981.)[2]
- Vladimir Nazor (1985.)
- Milka Trnina (2002.)
- Nositelj je odličja Red Danice hrvatske s likom Marka Marulića (1999.)[3]
- Dobitnik je Porina za poseban doprinos hrvatskoj glazbenoj kulturi (1997.)

## Ostalo
- "Grad od igara, igre od grada - prvih sedam desetljeća" kao gost dokumentarca (2019.)

## Vanjske poveznice
- Službene stranice Ive Pogorelića  Arhivirana inačica izvorne stranice od 27. rujna 2013. (Wayback Machine) (engl.) (njem.)